# Geschäftshaus Altmarkt 10 (Dresden)

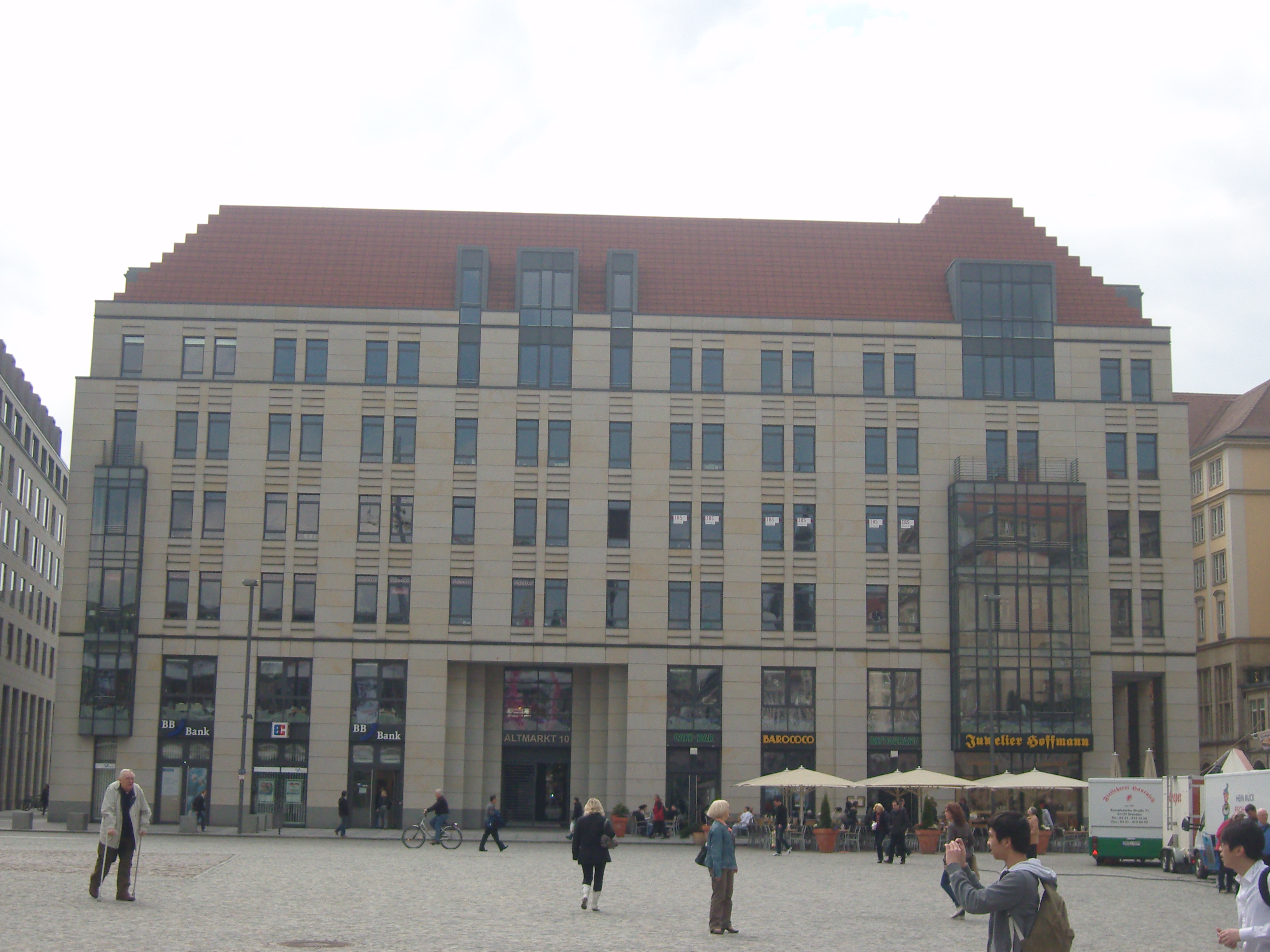
Ansicht

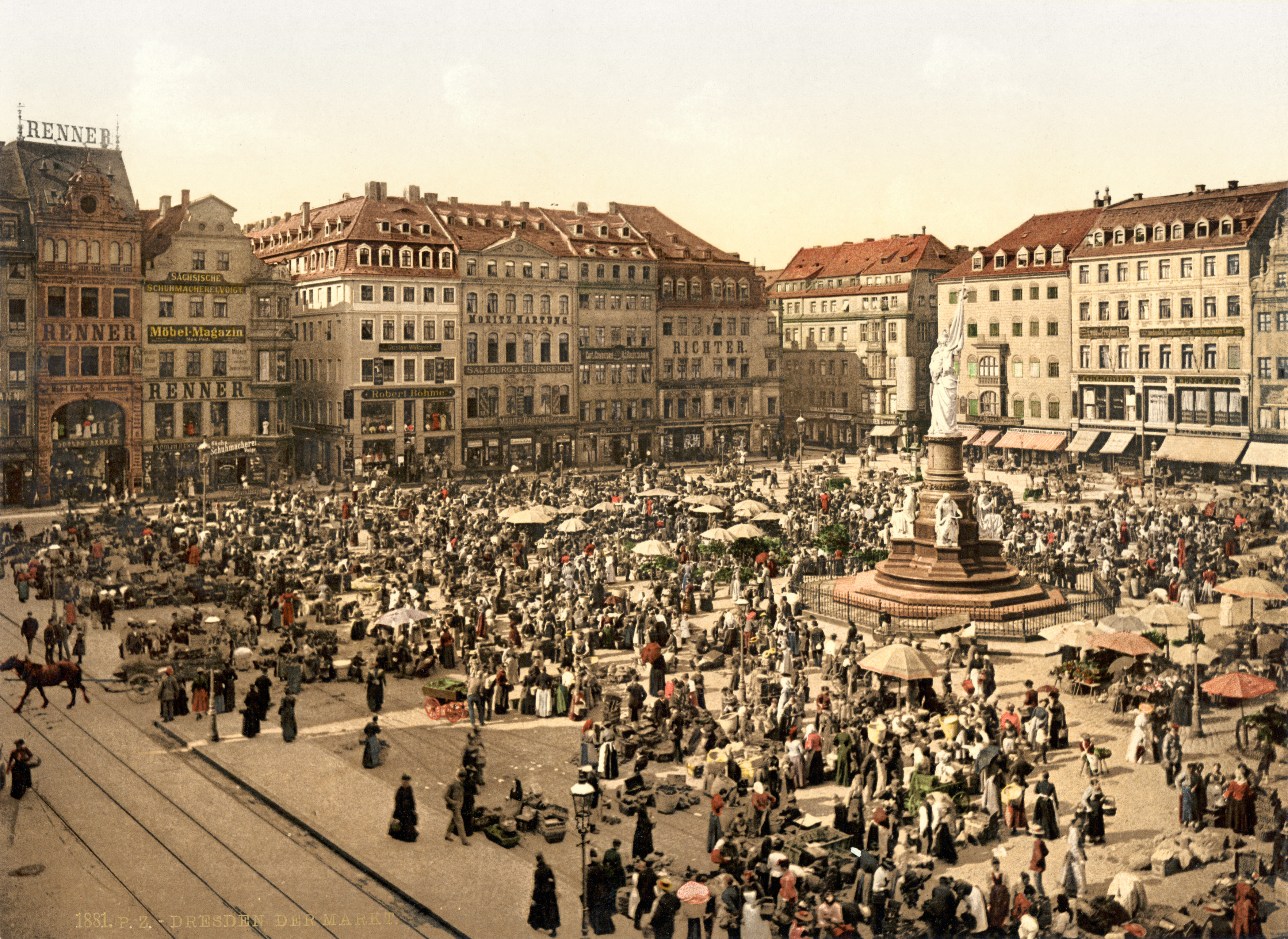
Vergleich mit der historischen Bebauung der Altmarktsüdseite, um 1895

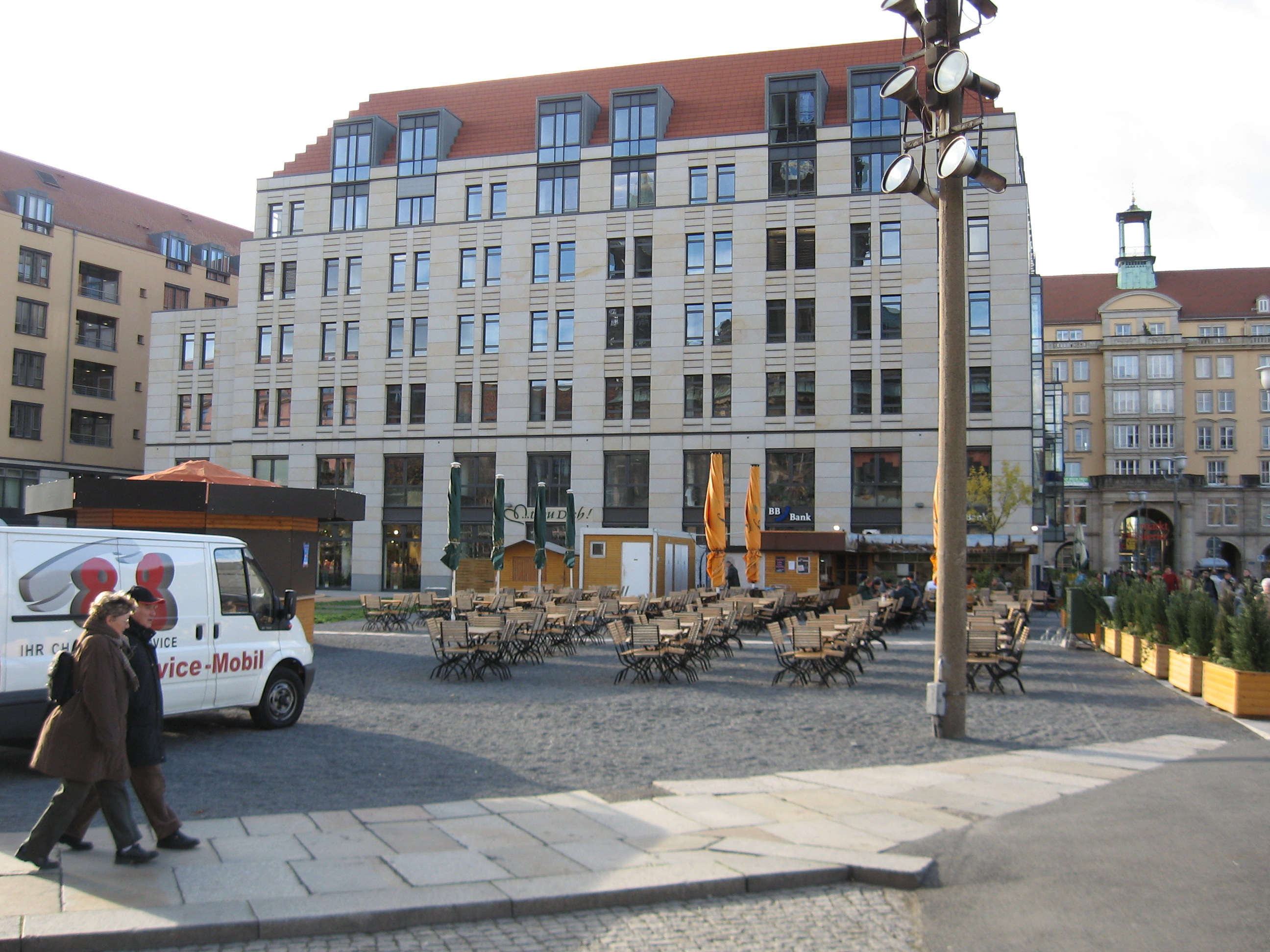
Seitenansicht

Das Geschäftshaus Altmarkt 10 ist ein an der Südseite des Dresdner Altmarkts befindliches prägendes Gebäude, das im Jahr 2000 vollendet wurde. Besonderes Merkmal des postmodernen Gebäudes ist die abgetreppte Form des Ziegeldaches, weswegen der Bau im Volksmund auch als Legohaus bezeichnet wird.

## Beschreibung
Der Gebäudekomplex wurde 1999/2000 von Meinhard von Gerkan, Volkwin Marg und Partner errichtet und hat eine vorgehängte, aus dünnen Sandsteinplatten bestehende Fassade. Schmückende, profilierte dünne Stäbe befinden sich oberhalb und unterhalb der Fenster und gestalten durch das Spiel von Licht und Schatten die Fassade. Das Gebäude orientiert sich in Höhe und Bautypus an dem von Herbert Schneider und Johannes Rascher erbauten Haus Altmarkt, dem Gebäude des ehemaligen „Centrum“ Warenhauses und  dem ehemaligen Café Prag auf der anderen Seite der Seestraße. Das Gebäude greift in abstrahierter Form typische Elemente des traditionellen Dresdner Bürgerhauses auf, die als Vorgaben in einer kommunalen Gestaltungssatzung festgelegt sind. Dazu zählen die „hochstehenden Fensterformate“, das „typische Ziegelrot des Daches“, die Dachgauben und die „kastenartigen Erker“. Die einstige Kleinteiligkeit des Bauplatzes wurde mit dem Neubau jedoch nicht aufgenommen, ursprünglich standen an dieser Stelle vier barocke Bürgerhäuser.

## Rezeption
Die Architekturkritikerin Ingeborg Flagge schreibt als Rezeption:

„Das Gebäude unternimmt den gelungenen Versuch, städtebauliche Anforderungen im Großen mit individuellen Gestaltungen im Einzelnen zu verbinden. Es bleibt nicht bei der Übernahme historischer Baufluchten stehen, sondern bekennt sich zu einer Haltung: Plastische Einschnitte, Arkaden, Staffelungen variieren die Fassade. Lineare Intarsien in den Fensterachsen erzeugen eine vertikale Rhythmisierung. Gerade durch die Wahl dieser Gestaltungsmittel nimmt das Haus wieder Bezug auf die umgebende Bebauung zum Innenhof und die allseitige Verglasung der Erdgeschossebene setzen Innen und Außen in eine spannungsvolle Wechselbeziehung. Eine Bodenverglasung im Straßenraum gewährt den Blick auf die freigelegten Gewölbe und Mauern der historischen Altmarktbebauung.“

Dem folgt der Historiker Thomas Kantschew nicht. Im Gegenteil schreibt er:

„Das Hamburger Büro hat die Aufgabe, dem unvollendeten Hauptplatz in der Dresdner Altstadt eine neue Identität zu verschaffen, in der sich Dresden wieder erkennen und finden kann, nicht verstanden. Das Gebäude korrespondiert nicht mit den weichen Rundungen des klassischen Arkadengangs an der westlichen Altmarktseite, sondern antwortet mit außerordentlich harten rechten Winkeln. Viel zu hoch greifen die wuchtigen Pfeiler der schmalen Arkade in der Seestraße. Sie vermittelt anstatt Geborgenheit und Wärme dem hastenden konsumierenden Passanten eher zugige Unbehaustheit. […]
 Nein, dieses wenig mit Dresden kommunizierende Haus wird von den Bürgern und Bürgerinnen der südlich geprägten Elbestadt mit verständlicher Befremdung und Zurückhaltung aufgenommen. Sicher, es gibt einige Elemente, die Bezüge zum traditionellen Dresdner Bürgerhaus aufnehmen: da sind die hochstehenden Fensterformate, da ist das typische Ziegelrot des Daches und die Dachgauben. Da ist zudem eine Reminiszenz an die für Dresden signifikanten kastenartigen Erker - aber warum müssen sie gänzlich aus glatten, profilosen Glasflächen bestehen? […]
 Doch der kurze Eindruck von Lebendigkeit, Dresdner Temperament und Lebensfreude wird so völlig ausgelöscht, betritt man voll staunender Neugier den Innenhof durch ein gefängnisartiges Eingangstor (was für eine Fortführung der reichen Tradition Dresdner Eisenschmiedekunst!). Dieser triste Hof in einer unsinnlichen, für Dresden unpassenden krassen Schwarz-Weiß Farbgestaltung ist dann tatsächlich der Gipfel an Trostlosigkeit. Was hätte man für eine raffinierte Passage, die zum städtisch-urbanen Flanieren einladen würde, schaffen können! Aber auch das ist ein Versagen des Bauherrn: der Allianz Versicherungs-AG, die möglichst viele Verkaufsflächen schaffen wollten, um einen Maximalbetrag aus der Immobilie heraus zu pressen.“

Auch, wenn das Gebäude im Jahre 2000 mit dem Leon Batista Alberti Preis ausgezeichnet wurde, veranlassten die Fassadengestaltung und auch die ungewöhnlich abgetreppte Bedachung, das Gebäude im Volksmund als Legohaus oder auch frisch aus dem LEGO-Baukasten zu bezeichnen.

## Ausstattung und Nutzung
Das sechsgeschossige Gebäude verfügt über elektronische Zutrittssysteme und Klimaanlagen, Fenster und Wände sind mit Wärme- und Schallschutz isoliert. Darüber hinaus besteht eine direkte Verbindung zwischen den einzelnen Gebäudeaufgängen und der Tiefgarage (im 1. und 2. Untergeschoss, welche auch mit den Aufzügen erreichbar sind) unter dem Altmarkt.
Die Vermietung des Gebäudes erfolgte an viele mittelständische Betriebe, überwiegend an Immobilienunternehmen. Die Ladenflächen im Erdgeschoss sind an Restaurants und Einzelhandelsketten aus der Bekleidungsbranche vermietet.